# Джордж, Александр
Александр Сеггер Джордж (англ. Alexander Segger George; ) — австралийский ботаник.

## Биография
Родился в Западной Австралии 4 апреля 1939 года.
В 1963 году окончил Университет Западной Австралии. 
С 1981 по 1993 год Александр Джордж жил в Канберре и работал ответственным редактором цикла Flora of Australia. Он внёс значительный вклад в ботанику, описав множество видов семенных растений.

## Научная деятельность
Научная деятельность Джорджа охватывает изучение подсемейства Цезальпиниевые, семейства Миртовые, семейства Орхидные и семейства Протейные.

## Публикации
- Orchids of Western Australia. 1969.
- A New Eucalypt from Western Australia. 1970.
- A List of the Orchidaceae of Western Australia. 1971.
- Flowers and Plants of Western Australia. 1973.
- The Genus Banksia. 1981.
- The Banksias. 1981—2002, with Celia Rosser.
- The Banksia Book. 1984.
- An Introduction to the Proteaceae of Western Australia. 1985.
- «New taxa, combinations and typifications in Verticordia (Myrtaceae: Chamelaucieae)». Nuytsia. 1991.
- Notes on Banksia L.f. (Proteaceae). 1996.
- Wildflowers of Southern Western Australia. 1996, with Margaret G. Corrick and Bruce A. Fuhrer.
- Banksia in Flora of Australia: Volume 17B: Proteaceae 3: Hakea to Dryandra. 1999.
- Dryandra in Flora of Australia: Volume 17B: Proteaceae 3: Hakea to Dryandra. 1999.
- William Dampier in New Holland: Australia's First Natural Historian.
- The Long Dry: Bush Colours of Summer and Autumn in South-Western Australia.